# Sustentabilidade Cultural
A noção de sustentabilidade cultural aponta para uma nova abordagem interdisciplinar, dedicada a aumentar o significado da cultura e a importância das suas características tangíveis e intangíveis nos campos locais, regionais e globais do desenvolvimento sustentável. A cultura é um aspecto crucial da sustentabilidade, pois consegue ilustrar como encaramos os nossos recursos naturais, e sobretudo como construímos e cuidamos das nossas relações com os outros a curto e longo prazo, com vista à criação de um mundo mais sustentável a todos os níveis sociais.
No entanto, o papel da cultura no quadro do desenvolvimento sustentável é relativamente vago a nível científico, político e econômico. A cultura já tem sido retratada como o quarto pilar do desenvolvimento sustentável, ou mesmo como dimensão chave para as suas metas. Porém, o aumento presente dos desafios ecológicos, económicos e sociais implica uma atenção cada vez maior relativamente ao papel da cultura para o desenvolvimento integrado da investigação e das políticas no campo da sustentabilidade.

## Gestão política e governação
Os temas do desenvolvimento sustentável e da cultura têm sido relacionados em diversas convenções e documentos dedicados à gestão política e governação. Por exemplo, as conexões entre biodiversidade e cultura foram já reconhecidas pela Convenção da Biodiversidade (1992), e desde então o reconhecimento da sua importância alastrou-se através de outras plataformas de discussão e documentos. No relatório A Nossa Diversidade Criativa (Comissão Mundial para a Cultura e o Desenvolvimento 1995), resultante da Década da UNESCO para o Desenvolvimento Cultural (1988–1997), a cultura foi reconhecida como um fator que desempenha não só um papel instrumental na promoção do desenvolvimento económico, mas também um papel central nas sociedades como algo a alcançar enquanto fim em si mesmo.
Em acréscimo, a cultura é igualmente mencionada como aspecto crucial para a promoção e construção do desenvolvimento sustentável em diversos documentos de governação provenientes do Conselho Europeu e da Comissão Europeia, como sendo o In From the Margins (Conselho Europeu 1995) e a Agenda Europeia para a Cultura (Comissão Europeia 2007).

## Investigação acadêmica
No campo da investigação acadêmica, a cultura tem sido essencialmente tida como um aspecto importante do desenvolvimento sustentável no contexto dos países em vias de desenvolvimentos, conservação da natureza e populações e culturas nativas, mas assistimos igualmente à sua consideração nos setores da produção primária ou do turismo e do desenvolvimento local e regional. Nestes domínios, a sustentabilidade cultural surge como algo que requere, por exemplo, o reconhecimento e a valorização de culturas materiais e simbólicas a nível local e regional, ou a participação democrática das populações na definição das estratégias de desenvolvimento dos seus contextos sociais e territoriais.
Contudo, no âmbito da investigação acadêmica a noção de sustentabilidade cultural também surge frequentemente associada ao papel das artes, da criatividade e das indústrias culturais no desenvolvimento e planeamento econômico, político e social. Neste contexto, a promoção da diversidade cultural e a preservação de heranças culturais tangíveis e intangíveis têm sido consideradas como fatores chave para o desenvolvimento sustentável. Em acréscimo, para além destes domínios, a sustentabilidade cultural também tem sido estudada em quadros de mudanças de paradigma, relativas a estilos de vida cotidianos, ou mesmo referentes a interseções científicas interdisciplinares, ambos os casos com base em parâmetros ecológicos, éticos e participativos, do comércio justo à mobilidade urbana e ao design inclusivo.

## Iniciativas
Existem diversas iniciativas com o objectivo de integrar a cultura nos quadros maiores do desenvolvimento sustentável. Por exemplo, a Agenda 21 Para a Cultura é um documento de referência para as instituições governamentais definirem as suas políticas culturais no âmbito do desenvolvimento sustentável. Este documento é baseado nos princípios da diversidade cultural, direitos humanos, diálogo intercultural, democracia participativa, sustentabilidade e paz. Por sua vez, iniciativas de carácter mais académico como a Acção COST IS1007 (2011–2015) 'Investigar a Sustentabilidade Cultural' apontam para uma compreensão alargada de base multidisciplinar sobre as inúmeras dimensões culturais que se podem e devem encontrar no seio do desenvolvimento sustentável.